# 西都バスセンター
西都バスセンター（さいとバスセンター）は、宮崎県西都市の旧国鉄（現在のJR）妻駅付近にある宮崎交通のバスターミナルであり、宮崎交通の拠点である。
JR宮崎駅をはじめとする宮崎市街地や宮崎空港などを結ぶ直通路線バスが発着する。